# Dervan

Los territorios sorbios de Dervan en el siglo, con las fronteras y ciudades modernas.

Dervan (en latín: Dervanus) fue uno de los primeros duques de los sorbios (fl. 615-636).
Según algunos historiadores y el emperador Constantino VII, Dervan era hermano del Arconte Desconocido, pero otros opinan que pudo ser su padre, lo que es menos probable. Según el académico serbio Tibor Živković, la migración sorbia quizá se produjo entre el 629 y el 632, antes de que Dervan se uniera a Samo.
Fredegario lo describe en su crónica latina como dux gente Surbiorum que ex genere Sclavinorum («señor del pueblo de los Surbi (autónimo en sorbo: Serbja, autónimo en serbio: Srbi) de la nación de los esclavenos». Es el primer jefe de la tribu que aparece mencionado por su nombre. Fredegario indica que estuvo sometido a los francos durante mucho tiempo y luego se sumó a la liga eslava de Samo. Tras la derrota del rey franco Dagoberto I a manos de este cerca de Wogastisburg en el 631 o 632, Dervan se independizó de los francos y se sometió al vencedor junto con su pueblo.
Dervan participó junto a Samo en las posteriores contiendas de este contra los francos. De otros pasajes de la obra de Fredegario se deduce que Dervan y su pueblo vivían al este del Saale sajón. La referencia a Dervan en el 631/632 es también la primera confirmación escrita de la presencia de eslavos al norte de los Montes Metálicos.
Se sabe que luchó contra los  turingios entre el 631 y el 634 y que finalmente lo venció el duque Radulfo, señor de Turingia, en 636.